# Marie-Anne Chazel
Pour les articles homonymes, voir Chazel.
Marie-Anne Chazel, née le 19 septembre 1951 à Gap (Hautes-Alpes), est une actrice, réalisatrice et scénariste française.
Elle commence sa carrière avec la troupe du Splendid aux côtés d'acteurs et d'actrices avec lesquels elle a participé à de nombreux grands succès comme Les Bronzés (1978), Les Bronzés font du ski (1979), Le père Noël est une ordure (1982) ou Les Visiteurs (1993).
Elle est récompensée par un César anniversaire avec la troupe du Splendid en 2021.

## Biographie

### Enfance, formation et débuts
Marie-Anne Chazel naît le 19 septembre 1951 à Gap (Hautes-Alpes).
Fille de l'actrice Louba Guertchikoff, juive originaire de Russie, et du pasteur Paul Chazel. Elle a deux sœurs, Marie-Laure et Marie-Claude, et un frère.
À partir de 1967, elle suit ses études au cours secondaire de jeunes filles situé en face du lycée Pasteur de Neuilly-sur-Seine, et fait la connaissance de garçons du club du théâtre du lycée : Michel Blanc, Gérard Jugnot, Thierry Lhermitte et Christian Clavier.
Après l'obtention de son baccalauréat et deux années d'études supérieures en histoire-géographie, elle forme avec ses camarades du lycée, en 1974, la troupe théâtrale du Splendid. Par ailleurs, comme ses amis, elle prend des cours de théâtre auprès de la comédienne Tsilla Chelton, notamment connue pour son rôle dans Tatie Danielle.

### Carrière

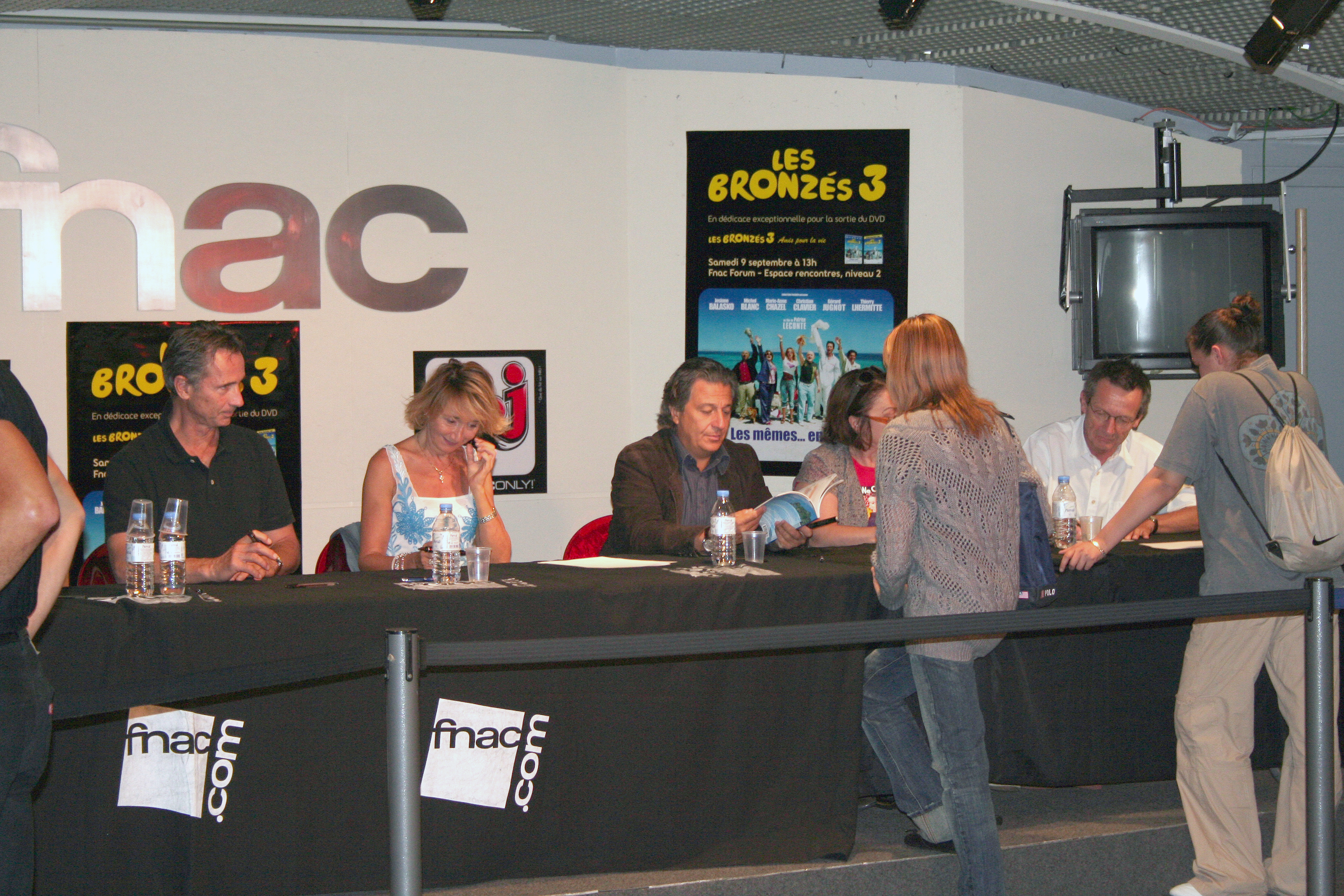
Marie-Anne Chazel avec ses partenaires pour la promotion du film Les Bronzés 3 en 2006.

La troupe du Splendid rencontre son premier succès en 1976 avec la pièce Amour, coquillages et crustacés. En 1978, Marie-Anne Chazel est la jeune secrétaire Gigi dans Les Bronzés, puis, l'année suivante 1979, dans Les Bronzés font du ski, films devenus « culte ». Vingt-sept ans plus tard, elle retrouve le personnage de Gigi pour le troisième volet des Bronzés, Les Bronzés 3 : Amis pour la vie.
En 1981 au théâtre, puis en 1982 au cinéma, elle est Zézette dans Le père Noël est une ordure. On peut aussi citer ses rôles dans La Vie dissolue de Gérard Floque (1986), Les Visiteurs (1993), La Vengeance d'une blonde (1994), Grosse Fatigue (1994) et Les Sœurs Soleil (1997).
En 1998, elle tourne à nouveau aux côtés de Christian Clavier dans la suite de la saga ; Les Couloirs du temps : Les Visiteurs 2. Elle passe derrière la caméra en 2004 et réalise son premier film, Au secours, j'ai 30 ans ! avec Pierre Palmade.
Après un clin d'œil à son ami Michel Blanc dans Grosse Fatigue, toute la troupe du Splendid accepte d'endosser à nouveau les personnages qui les ont rendu célèbre, dans Les Bronzés 3 (2006). Puis elle tourne sous la direction de Daniel Auteuil les adaptations des romans de Marcel Pagnol, La Fille du puisatier en 2011, Marius puis Fanny (2013). Elle se retrouve dans le troisième opus Les Visiteurs : La Révolution sorti en 2016.
Elle est également au casting dans 30 Jours max (2020) et 3 Jours max (2023) de Tarek Boudali.

### Vie privée
Marie-Anne Chazel tombe amoureuse de Christian Clavier avec qui elle est en couple de 1976 à 2001, ils ont une fille, Margot, née en 1983.
En 2006, par les entremises de son ami Bernard Montiel, elle rencontre Philippe Raffard, un homme d'affaires, devenu depuis son compagnon.

## Filmographie
Sauf indication contraire, les informations mentionnées dans cette section peuvent être confirmées par les bases de données cinématographiques IMDb et Allociné,  présentes dans la section « Liens externes ».

### Actrice

#### Cinéma

##### Années 1970
- 1975 : Le Bol d'air de Charles Nemes (court-métrage)
- 1976 : L'Aile ou la Cuisse de Claude Zidi : Une amie de Gérard
- 1976 : Cours après moi que je t'attrape de Robert Pouret : Une secrétaire de Paul
- 1976 : On aura tout vu de Georges Lautner : Marie-Anne
- 1977 : Vous n'aurez pas l'Alsace et la Lorraine de Coluche : La Reine de Flandre
- 1977 : Le Point de mire de Jean-Claude Tramont : La postière
- 1978 : Le Coup de sirocco d'Alexandre Arcady : La servante du général
- 1978 : La Tortue sur le dos de Luc Béraud
- 1978 : Pauline et l'Ordinateur de Francis Fehr : l'employée de l'ANPE
- 1978 : Les Bronzés de Patrice Leconte : Gigi
- 1978 : Les héros n'ont pas froid aux oreilles de Charles Nemes : La femme du couple à la 2 CV
- 1979 : French Postcards de Willard Huyck
- 1979 : Les Bronzés font du ski de Patrice Leconte : Gigi

##### Années 1980
- 1980 : Viens chez moi, j'habite chez une copine de Patrice Leconte : Cathy
- 1981 : Fais gaffe à la gaffe ! de Paul Boujenah : Pénélope
- 1981 : L'Année prochaine si tout va bien de Jean-Loup Hubert : Huguette
- 1981 : Les Babas-cool de François Leterrier : Aline
- 1981 : On n'est pas des anges... elles non plus de Michel Lang : Clothilde
- 1982 : Le père Noël est une ordure de Jean-Marie Poiré : Josette
- 1984 : L'Amour en douce d'Édouard Molinaro : Josyane
- 1985 : Tranches de vie de François Leterrier : La femme astronaute / Béatrice
- 1986 : La Gitane de Philippe de Broca : Mlle Caprot
- 1986 : La Vie dissolue de Gérard Floque de Georges Lautner : Martine Vasseur
- 1987 : Cross de Philippe Setbon : Catherine Crosky
- 1988 : Mes meilleurs copains de Jean-Marie Poiré : Anne

##### Années 1990
- 1992 : Vacances au purgatoire de Marc Simenon : Lucie Bouchard
- 1993 : Les Visiteurs de Jean-Marie Poiré : Ginette Sarcley dite Dame Ginette
- 1994 : Grosse Fatigue de Michel Blanc : elle-même
- 1994 : La Vengeance d'une blonde de Jeannot Szwarc : Corine Bréha
- 1997 : Les Sœurs Soleil de Jeannot Szwarc : Bénédicte
- 1998 : Les Couloirs du temps : Les Visiteurs 2 de Jean-Marie Poiré : Ginette Sarcley dite Dame Ginette

##### Années 2000
- 2004 : Au secours, j'ai 30 ans ! d'elle-même : la mère de Kathy au téléphone (voix ; non créditée)
- 2006 : Les Bronzés 3 : Amis pour la vie de Patrice Leconte : Gigi

##### Années 2010
- 2011 : La Fille du puisatier de Daniel Auteuil : Nathalie
- 2013 : Marius de Daniel Auteuil : Honorine
- 2013 : Fanny de Daniel Auteuil : Honorine
- 2016 : Les Visiteurs : La Révolution de Jean-Marie Poiré : Prune
- 2016 : Ma famille t'adore déjà ! de Jérôme Commandeur : Marie-Lau
- 2017 : Sous le même toit de Dominique Farrugia : Solange
- 2017 : Bad Buzz de Stéphane Kazandjian : Chantal
- 2019 : Ni une ni deux d'Anne Giafferi : Colette

##### Années 2020
- 2020 : 30 Jours max de Tarek Boudali : La mamie de Rayane
- 2023 : 3 Jours max de Tarek Boudali : La mamie de Rayane
- 2024 : Les Chèvres ! de Fred Cavayé : La veuve Piquet
- 2024 : Presque légal de Max Mauroux : Yvette

#### Télévision
- 1979 : Caméra une première (série télévisée) - saison 1 épisode 1 : Les Naufragés du Havre de Michel Léviant : Claire
- 1981 : Caméra une première (série télévisée) - saison 3 épisode 6 : Pollufission 2000 de Jean-Pierre Prévost : Mélusine
- 1988 : Palace (série télévisée, 1 épisode) : Solange
- 1989 : Fantômes sur l'oreiller de Pierre Mondy : Martine
- 1991 : Charmante soirée de Bernard Murat : Sandra
- 1992 : Vacances au purgatoire de Marc Simenon : Lucie Bouchard
- 2001-2003 : L'Emmerdeuse (mini-série) de Michaël Perrotta : Colette Lafarge
- 2002 : Patron sur mesure de Stéphane Clavier : Betty Delauney
- 2008 : Le Rosier de Madame Husson (téléfilm de la collection Chez Maupassant) de Denis Malleval : Madame Husson
- 2008 : Le Malade imaginaire de Christian de Chalonge : Toinette
- 2009 : Contes et nouvelles du XIXe siècle, épisode La Cagnotte de Philippe Monnier : Léonida Champbourcy
- 2010 : Les Méchantes de Philippe Monnier : La Comtesse
- 2010 : Bienvenue aux Edelweiss de Stéphane Kappes : Françoise
- 2011 : En famille (téléfilm de la collection Chez Maupassant) de Denis Malleval : Madame Caravan
- 2011 : Panique aux Edelweiss de Philippe Proteau : Françoise
- 2011 : Brassens, la mauvaise réputation de Gérard Marx : Jeanne Le Bonniec
- 2011 : Les Edelweiss de Philippe Proteau : Françoise
- 2012 : Le Bonheur des Dupré (téléfilm) de Bruno Chiche : Nat
- 2013 : Scènes de ménages (série télévisée, 1 épisode) : mère de Marion
- 2013 : Le Bœuf clandestin de Gérard Jourd'hui : Mme Berthaud
- 2014 : Falco (saison 2, épisode 5) : Mère Supérieure
- 2015 : Le Mystère du lac de Jérôme Cornuau : Marianne Stocker
- 2015 : Presque comme les autres de Renaud Bertrand : Liliane
- 2017 : Le Tueur du lac de Jérôme Cornuau : Marianne Stocker
- 2017 : Quand je serai grande je te tuerai de Jean-Christophe Delpias : Alice Marconi
- 2018 : Deutsch-les-Landes de Denis Dercourt : Martine
- 2019 : Les Ombres de Lisieux de Nicolas Guicheteau : Sœur Angèle
- 2021 : Le Grand Restaurant : Réouverture après travaux de Romuald Boulanger
- 2021 : À tes côtés de Gilles Paquet-Brenner : Chantal
- 2021 : Noël à tous les étages de Gilles Paquet-Brenner : Nicoletta
- 2024 : Brocéliande de Bruno Garcia : Chantal Legoff
- 2024 : L'Incroyable Embouteillage 2 : Vive les mariés ! de David Charhon : Michelle
- 2025 : Le Noël de Monsieur Hubert de Robin Sykes
- 2026 : Un crime (presque) parfait de Christophe Douchand

#### Doublage
- 1989 : Astérix et le Coup du menhir de Philippe Grimond : Bonemine

### Scénariste
- 1975 : Le Bol d'air de Charles Nemes (court-métrage)
- 1978 : Les Bronzés de Patrice Leconte
- 1979 : Les Bronzés font du ski de Patrice Leconte
- 1982 : Le père Noël est une ordure de Jean-Marie Poiré
- 1994 : La Vengeance d'une blonde de Jeannot Szwarc - dialoguiste
- 1997 : Les Sœurs Soleil de Jeannot Szwarc
- 2001 : Le Cœur sur la main (court-métrage) d'elle-même
- 2004 : Au secours, j'ai 30 ans ! d'elle-même
- 2006 : Les Bronzés 3 : Amis pour la vie de Patrice Leconte
- 2012 : Le Bonheur des Dupré (téléfilm) de Bruno Chiche

### Réalisatrice
- 2001 : Le Cœur sur la main (court-métrage)
- 2004 : Au secours, j'ai 30 ans !

## Théâtre
Sauf indication contraire ou complémentaire, les informations mentionnées dans cette section peuvent être confirmées par la base de données Les Archives du spectacle.
- 1975 : Ma tête est malade du Splendid
- 1976 : Le Pot de terre contre le pot de vin du Splendid
- 1977 : Amour, coquillages et crustacés du Splendid
- 1979 : Le père Noël est une ordure du Splendid
- 1980 : Papy fait de la résistance de Christian Clavier et Martin Lamotte, Le Splendid
- 1985 : Un drôle de cadeau de Jean Bouchaud, mise en scène de l'auteur, Théâtre des Mathurins
- 1986 : Double mixte de Ray Cooney, mise en scène de Pierre Mondy, Théâtre de la Michodière
- 1989 : Pièce détachée d'Alan Ayckbourn, mise en scène de Bernard Murat, Théâtre de la Michodière
- 1991 : La Dame de chez Maxim de Georges Feydeau, mise en scène de Bernard Murat, Théâtre Marigny
- 1994 : Drôle de couple de Neil Simon, mise en scène de Bernard Murat, Théâtre des Bouffes-Parisiens
- 1999 : Comédie privée de Neil Simon, mise en scène d'Adrian Brine, Théâtre du Gymnase Marie Bell
- 2002 : Même heure l'année prochaine de Bernard Slade, mise en scène de Pierre Mondy, Théâtre du Gymnase Marie Bell
- 2005 : Le Butin de Joe Orton, mise en scène de Marion Bierry, Théâtre Fontaine, puis tournée
- 2008 : Tailleur pour dames de Georges Feydeau, mise en scène de Bernard Murat, Théâtre Edouard VII, représentation du 3 mai 2008 diffusée en direct sur France 2
- 2009 : Goodbye Charlie de George Axelrod, mise en scène de Didier Caron, Théâtre de la Michodière
- 2011 : L'amour, la mort, les fringues, de Nora et Delia Ephron (d'après le livre de Ilene Beckerman), mise en scène de Danièle Thompson, théâtre Marigny (salle Popesco)
- 2012 - 2013 : Le Bonheur d'Éric Assous, mise en scène de Jean-Luc Moreau, Théâtre Marigny (salle Popesco), puis tournée
- 2015 : Un temps de chien de Brigitte Buc, mise en scène de Jean Bouchaud, tournée
- 2015 : Représailles d'Éric Assous, mise en scène d'Anne Bourgeois, Théâtre de la Michodière, tournée en 2017
- 2017 : Tant qu'il y a de l'amour de Bob Martet, mise en scène d'Anne Bourgeois, Théâtre de la Michodière, tournée en 2019
- 2021 : La Famille et le Potager de Bob Martet, mise en scène Anne Bourgeois, théâtre des Variétés
- 2024 : Parle-moi d'amour de Philippe Claudel, mise en scène Nicolas Briançon, théâtre de la Michodière

## Distinction
- 2021 : César anniversaire avec la troupe du Splendid
- 2024 : Chevalier de l’Ordre national du Mérite[10]